# Kansas City Chiefs 1976
La stagione 1976 dei Kansas City Chiefs è stata la settima nella National Football League e la 17ª complessiva. Nella seconda stagione del capo-allenatore Paul Wiggin la squadra terminò per il terzo anno consecutivo con un record di 5-9, mancando i playoff per il quinto anno consecutivo. Questa fu la prima stagione dal 1961 senza il quarterback Len Dawson.

## Roster
| Roster dei Kansas City Chiefs nel 1974 |
| --- |
| Quarterback - 11 Tony Adams - 10 Mike Livingston Running Back - 27 Woody Green - 42 MacArthur Lane - 14 Ed Podolak Wide Receiver - 83 Larry Brunson - 89 Henry Marshall - 85 Barry Pearson - 80 Lawrence Williams Tight End - 84 Billy Masters - 88 Walter White Offensive Linemen - 56 Charlie Ane C - 65 Tom Condon G - 77 Charlie Getty T - 60 Matt Herkenhoff T - 70 Jim Nicholson T - 52 Orrin Olsen C - 58 Jack Rudnay C - 76 Rod Walters G Defensive Linemen - 74 Larry Estes DE - 78 Willie Lee DT - 87 John Lohmeyer DT - 64 Whitney Paul DE - 72 Keith Simons DT - 73 Jim Wolf DT - 99 Wilbur Young DE Linebacker - 53 Billy Andrews - 57 Jimbo Elrod - 63 Willie Lanier - 51 Jim Lynch - 55 Dave Rozumek Defensive Back - 25 Gary Barbaro FS - 37 Tim Collier CB - 46 Tim Gray SS - 48 Steve Taylor - 18 Emmitt Thomas CB Special Team - 3 Jan Stenerud K - 44 Jerrel Wilson P                                                                                                |
| Legenda - I rookie sono in corsivo. - Il primo ruolo è il principale mentre gli eventuali successivi indicano i ruoli secondari. - (IR) sta per Injured Reserve ed indica la lista ristretta per un solo giocatore infortunato che può tornare ad allenarsi dopo la settimana 6 e a rientrare in prima squadra dopo che questa ha giocato 8 partite. - (NF-Inj.) / (NF-Ill.) stanno rispettivamente per Non-Football Injured e Non-Football Illness ed indicano le liste dove viene inserito un giocatore che ha un infortunio o una malattia non dipendente dal football americano. - (PUP) sta per Physically Unable to Perform ed indica la lista dove viene inserito un giocatore mentre è in attesa di recuperare la condizione fisica. Nella stagione regolare dopo la sesta partita giocata dalla propria squadra, il giocatore ha tempo tre settimane per riprendere ad allenarsi, più tre settimane aggiuntive dal suo rientro agli allenamenti per rientrare in prima squadra. |

## Calendario
| Stagione regolare |                   |                         |           |          |
| Turno             | Data              | Avversario              | Risultato | Pubblico |
| 1                 | 12 settembre 1976 | San Diego Chargers      | S 30–16   | 53,133   |
| 2                 | 20 settembre 1976 | Oakland Raiders         | S 24–21   | 60,884   |
| 3                 | 26 settembre 1976 | New Orleans Saints      | S 27–17   | 53,918   |
| 4                 | 3 ottobre 1976    | at Buffalo Bills        | S 50–17   | 51,909   |
| 5                 | 10 ottobre 1976   | at Washington Redskins  | V 33–30   | 53,060   |
| 6                 | 17 ottobre 1976   | at Miami Dolphins       | V 20–17   | 43,325   |
| 7                 | 24 ottobre 1976   | Denver Broncos          | S 35–26   | 57,961   |
| 8                 | 31 ottobre 1976   | at Tampa Bay Buccaneers | V 28–19   | 41,779   |
| 9                 | 7 novembre 1976   | Pittsburgh Steelers     | S 45–0    | 71,516   |
| 10                | 14 novembre 1976  | at Oakland Raiders      | S 21–10   | 48,259   |
| 11                | 21 novembre 1976  | Cincinnati Bengals      | S 27–24   | 46,259   |
| 12                | 28 novembre 1976  | at San Diego Chargers   | V 23–20   | 29,272   |
| 13                | 5 dicembre 1976   | at Denver Broncos       | S 17–16   | 58,170   |
| 14                | 12 dicembre 1976  | Cleveland Browns        | V 39–14   | 34,340   |

## Classifiche
| AFC West             |    |    |   |      |     |      |     |     |     |
|                      | V  | S  | P | %    | DIV | CONF | PF  | PS  | STR |
| Oakland Raiders(1)   | 13 | 1  | 0 | .929 | 7–0 | 10–1 | 350 | 237 | V10 |
| Denver Broncos       | 9  | 5  | 0 | .643 | 5–2 | 7–5  | 315 | 206 | V2  |
| San Diego Chargers   | 6  | 8  | 0 | .429 | 2–5 | 4–8  | 248 | 285 | S1  |
| Kansas City Chiefs   | 5  | 9  | 0 | .357 | 2–5 | 4–8  | 290 | 376 | V1  |
| Tampa Bay Buccaneers | 0  | 14 | 0 | .000 | 0–4 | 0–13 | 125 | 412 | S14 |